# Tiszalöki vízerőmű
A Tiszalöki vízerőmű Magyarország második legnagyobb teljesítményű vízerőműve, Tiszalöktől nyugatra, a Tisza 518. folyamkilométerénél található.  Összkapacitása 12,9 MW. A duzzasztóműből, hajózsilipből és erőműből álló építményt 1959-ben fejezték be.
Az erőmű legelső üzemeltetője 1959-ben a Tiszapalkonyai Hőerőmű Vállalat lett, jogutódja a Tiszai Erőmű Rt. egészen 1996-ig volt a tulajdonosa.

## Építése
Már a 19. században felmerült a duzzasztómű felépítésének terve a Tisza szabályozásának keretében. A második világháború után dőlt el, hogy szemben a korábbi tervekkel, a létesítmény energiát is fog termelni. A duzzasztómű építése 1950-ben kezdődött el és 1954 tavaszára készült el. 1958-ban átadták a hajózsilipet, és 1959 szeptember 22-én helyezték üzembe a vízerőtelepet. Az építkezésben 1950 és 1953 között hadifoglyok (leginkább szovjet fogságba esett magyarországi németek) is részt vettek. A vízlépcső fő szakértője a később világhírnévre emelkedett Mosonyi Emil professzor volt, aki nevéhez fűződik a Duna-Majna-Rajna csatorna tervezése is, az 1956-os Műegyetemi Forradalmi Bizottsági tagsága miatt állásából felfüggesztették. 1964-től a Karlsruhei Műegyetem tanszékvezetője. 1965-ben a magyar bíróság az 1956-os tevékenysége miatt távollétében elítélte.

## Jellemzői
Az erőmű a Tisza bal partján található, 3 db, 4,8 m átmérőjű Kaplan-turbinával rendelkezik, melyek névleges teljesítménye egyenként 4,5 MW. A létesítmény víznyelése 300 köbméter másodpercenként.
A hajózsilip a duzzasztómű jobboldali pilléréhez csatlakozik, a zsilipkamra hossza 85, szélessége 17 méter; mely képes akár 1200 tonnás uszályok átzsilipelésére is.